# 岩下浩
岩下 浩（いわした ひろし、1932年4月29日 - ）は、東京都出身の俳優。東京都立広尾高等学校、青山学院大学卒。劇団民藝所属。かつては水品演劇研究所、劇団青芸、日活に所属していた。

## 出演作品

### 舞台
- 法隆寺（1958年）※初舞台[1]
- アイーダ（2003年 - ） - ファラオ
- 火山灰地（2005年） - 中出ドクトル
- 審判（2006年） - 弁護人
- 海鳴り（2008年） - 猟師
- 来年こそは（2009年） - 警官
- 思案橋（2011年） - 岩吉
- イルクーツク物語
- セールスマンの死
- 月と星
- ロムルス大帝

### 映画
- 夜は俺のものだ（1958年） - 遠藤刑事
- 事件記者 時限爆弾（1960年） - 兼太郎
- 海から来た流れ者（1960年） - 町田
- 刑事物語 銃声に浮かぶ顔（1960年） - 森下
- 早射ち野郎（1961年） - 三島のガンマン
- 日本の熱い日々 謀殺・下山事件（1981年） - 川崎
- 鬼龍院花子の生涯（1982年） - 山村建彦
- 千利休 本覺坊遺文（1989年） - 石田三成
- 男はつらいよ 拝啓車寅次郎様（1994年）

### テレビドラマ
- 愛しているというのなら……
- アウトサイド物語
- 蒼い芽
- あすをつげる鐘
- 新しき明日 石川啄木
- いつか極光の輝く街に
- いのちふたたび
- 燃ゆる白虎隊（1965年、TBS）- 宇田逸平
- ウルトラシリーズ
  - ウルトラQ 第8話「甘い蜜の恐怖」（1966年） - 伊丹一郎
  - ウルトラセブン 第12話「遊星より愛をこめて」（1967年） - 佐竹三郎（スペル星人人間体）※欠番作品
- 王者の妻
- おかあさん 第2シリーズ
- おらんだ正月
- 海運豪商録
- NHK大河ドラマ
  - 三姉妹（1967年） - 土方歳三
  - 竜馬がゆく（1968年） - 大久保一蔵
  - 国盗り物語（1973年） - 栗山善助
  - 勝海舟（1974年） - 香山栄左衛門
  - 峠の群像（1982年） - 梶川与惣兵衛
  - 徳川家康（1983年） - 細川忠興
  - 武田信玄（1988年） - 岡部美濃守
  - 八代将軍吉宗（1995年） - 石田梅岩
- Gメン'75　第158話「警官だけを殺せ!」（1978年）−秋月警部補（大高署捜査課）
- 緊急出社
- 結婚
- 原生花園 アンラコロの歌
- 憲法はまだか（1996年） - 森戸辰男
- 甲州遊侠伝 俺はども安
- 光速エスパー - （ジョージ大原）
- 3年B組金八先生 第3シリーズ - （石田久志）
  - 3年B組金八先生スペシャル7 - （石田久志）
- 三人兄弟
- 三匹の侍 第5シリーズ 第20話「白い幻花」（1968年） - 菊村兵馬
- 事件記者
- 七人の刑事 第1シーズン
- 十字路 第一部
- 純愛シリーズ
- ジョン万次郎
- 白い滑走路 - （上条浩二）
- 新・荒野の素浪人
- 新宿さすらい節 - （雁金記者）
- 新聞先生
- ゼロファイター
- 滝の音
- 中学生日記
- 伝七捕物帳 - （谷村伊助）
- 日本の戦後
- 猫のいる家
- 万機公論
- バンパイヤ - （下田警部）※第4話から第11話まで
- 必殺仕置人（1973年） - （上総屋清七）
- 振りむけばひとり
- 三日月の影 尼子十勇士戦記
- 身許不明の女
- 武蔵野エレジー
- 武蔵坊弁慶（1986年） - 常陸坊海尊
- 瑠璃色ゼネレーション - （秋田豊太郎）
- 若き血に燃ゆる〜福沢諭吉と明治の群像

### ラジオ
- 影たち
- くもの通い路
- 青春アドベンチャー「タイムスリップシリーズ」（2004年）